# Oase plângând
Oase plângând este un volum de poezii al poetului român Nichita Stănescu publicat în 1982. Volumul este alcătuit împreună cu prietenul său, Adam Puslojić.

## Cuprins
Volumul conține următoarele poezii:
- Autoportret
- Acasă
- Cuvântul care-mi părăsește gura
- Uită-te și uită-mă
- Oase plângând
- De dor de om
- Spirit de haiku
- Cum se sfârșește o armată
- Hai ku, hai pietre, hai Kameni, hai Petre!
- Doi
- Palatul vulturului
- Libelula
- Cele 19 hieroglife ale lui Bogdan Bogdanovič
- Piatra
- Belgradul de piatră
- Autobiografie la Belgrad
  - I
  - II
  - III
  - IV
  - VI
- Bocet
- Înghesuita lumină
- Floarea prin care te plimbi
- Pasărea Phoenix a Serbiei
- Bogdan, Bogdanovič din Bogdania
- Requiem la înmormântarea unui munte
- Cina fără de taină
- Dialog cu oda în metru antic
- Muntele gândea în ape
- Auricole fără ventricole
- Marina regală
- De rerum
- Dacă mă uit mai mult
- Astfel
- Spirit de haiku
- Mișcarea prin naștere e a doua mea moarte
- Ultima